# Armero
Armero là một khu tự quản thuộc tỉnh Tolima, Colombia. Thủ phủ của khu tự quản Armero đóng tại Guayabal Khu tự quản Armero có diện tích 432 ki lô mét vuông. Đến thời điểm ngày 28 tháng 5 năm 2005, khu tự quản Armero có dân số 13361 người.